# De Vermis Mysteriis
De Vermis Mysteriis (Latín: De los misterios del gusano) es un grimorio ficticio creado por el escritor norteamericano Robert Bloch e incorporado por H.P. Lovecraft al corpus de los Mitos de Cthulhu.

## Historia ficticia
En el contexto histórico de los Mitos, su autor fue Ludwig Prinn, un caballero que luchó en la Novena Cruzada, fue capturado por los árabes (1271) y acabaría siendo iniciado durante su cautiverio en los misterios de la magia por hechiceros sirios. Tras su retorno a Europa, el nigromante Prinn se fue a vivir a una tumba romana cerca de Bruselas, donde alargó su existencia por medios de hechicería hasta que fue detenido a principios del siglo XVI acusado de brujería, y condenado a morir en la hoguera. Durante su cautiverio escribió De Vermis Mysteriis.

## Apariciones en los Mitos
Es mencionado por primera vez en el cuento de Bloch El vampiro estelar (The Shambler from the Stars, 1935) y fue adoptado por Lovecraft en El morador de las tinieblas (The Haunter of the Dark, 1935), continuación del anterior. Es nombrado en el cuento de Stephen King Los Misterios del Gusano, perteneciente a la antología de cuentos El umbral de la noche, como así también tiene una aparición significativa en Revival (2014) de Stephen King, ya que es utilizado por Charles Jacobs como principal fuente para abrir la puerta del más allá.
En el videojuego de ordenador Alone in the Dark (1992), es posible encontrarlo en la biblioteca de Derceto. En esta misma área hay otro libro, "Reflections on the power of the verb"; que lo menciona, junto con el terrible poder que oculta.